# Cyklón Occhi
Occhi (anglicky Ockhi) byla tropická cyklóna, která na přelomu listopadu a prosince 2017 zasáhla Srí Lanku, jih Indie, část souostroví Lakadivy a část Malediv. Bouře zabila zhruba nejméně 26 lidí na Srí Lance a téměř 300 v Indii. Mezi pohřešovanými lidmi bylo mnoho rybářů ve svazovém státě Kérala na jihu Indie. Více než 700 rybářů ale bylo zachráněno.
Bangladéšané pojmenovali cyklónu Occhi, což v bengálštině znamená "oko".

## Meteorlogická historie
Systém se zformoval 29. listopadu 2017 na jihu Srí Lanky se silou tropické deprese, tedy nejnižšího stupně Saffirovy–Simpsonovy stupnice hurikánů. Poté cyklóna zasáhla jih Indie se silou tropické bouře a Lakadivy s rychlostí větru kolem 150 km/h. Několik hodin nato dosáhl vítr v bouři rychlosti 185 km/h. Poté se začal stáčet na svazový stát Gudžarát, ale rychle slábnul. 6. prosince dorazil na pevninu, kde se následně rozptýlil. 

## Následky

### Srí Lanka
Na ostrově Srí Lanka bylo zničeno více než 800 domů a kolem 32 000 bylo poškozeno, zejména na západě a jihu ostrova. Ministerstvo zahraničí Ukrajiny potvrdilo úmrtí ukrajinského občana na Srí Lance.

### Indie
V Kérale cyklón zničil kolem 74 domů a více než 1100 poškodil. V oblasti města Kannijákumari poškodil kolem 4500 domů, z nichž více než 1600 silně poškodil nebo zničil. V oblasti lesů, poblíž obce Amboori na jihu Indie, byly zaznamenány sesuvy půdy. V mnoha oblastech způsobil déšť a pády stromů dopravní zácpy.
5. prosince zasáhla rozpadající se bouře oblast Bombaje a Súratu na východě Indie. Kvůli bouři byly 5. prosince v Bombaji a okolních oblastech zavřeny školy. Jelikož ale bouře touto dobou slábla, ministerstvo vnitra uvedlo, že bouře nebude mít na Gudžarát žádný větší dopad.

### Maledivy
Extrémní počasí na Maledivách způsobilo škody na zhruba 62 ostrovech. Silné srážky způsobily záplavy na desítkách ostrovů a zhruba na 22 ostrovech způsoboval škody silný vítr.

### Lakadivy
Na ostrově Minicoy, který se nachází v souostroví Lakadivy, bylo poškozeno kolem 500 domů, vyvráceno mnoho kokosovníků a narušen přívod elektřiny. Cyklón silně zasáhl také ostrovy Kalpeni a Kavaratti.